# Luis Vidales
Luis Vidales, né le 26 juillet 1904 à Calarcá et mort le 14 juin 1990 à Bogota, est un écrivain et poète colombien. Il est l'un des membres fondateurs du groupe littéraire Los Nuevos de Bogotá. Il est emprisonné 37 fois en raison de ses engagements politiques.

## Biographie
Journaliste de profession, il intègre la rédaction du journal communiste Tierra au début des années 1930. L'opposition du journal à la guerre contre le Pérou lui vaut d’être attaqué et détruit. Il s’investit également dans la défense des insurrections paysannes de Boyacá, Huila et Tolima et milite en faveur d'une réforme agraire.
Après l'assassinat de Jorge Eliécer Gaitán en 1948, Luis Vidales et sa famille sont sujets à des persécutions du régime conservateur et s'exilent au Chili. Ils reviennent en Colombie en 1958. Luis Vidales prend alors la direction du Département administratif national de statistiques.
En 1979, les persécutions contre lui reprennent et il est secrètement emprisonné sous le régime de Julio César Turbay pour la seule raison de son engagement communiste. Son incarcération connue, Jean-Paul Sartre mobilise un réseau international de solidarité et parvient à forcer le gouvernement colombien à le libérer. Toutefois, il refuse initialement de sortir de prison et exige que des ouvriers détenus avec lui soient également libérés, et se met pour cela en grève de la faim.
Il obtient en 1982 le Prix national de poésie et en 1985 le Prix Lénine pour la paix.

## Œuvres
- 1922 : Suenan Timbres
- 1945 : Tratado de belleza
- 1973 : La labor en la casa
- 1979 : La mineria
- 1982 : Poesía calmada